# ShortSeaShipping Inland Waterway Promotion Center
Das ShortSeaShipping Inland Waterway Promotion Center Deutschland (SPC Deutschland) ist eine Beratungseinrichtung in Öffentlich-Privater Partnerschaft mit Sitz im Bundesministerium für Digitales und Verkehr (BMDV) in Bonn. Betrieben wird das SPC durch den Verein zur Förderung des Kurzstreckenseeverkehrs e.V. mit Sitz in Hamburg. Die öffentlich kofinanzierte Non-Profit-Organisation ist Bestandteil eines europaweiten SPC-Netzwerkes, das von der Europäischen Kommission initiiert wurde mit dem Bestreben, alternative Verkehrsträger und vorrangig Binnenschiffs- sowie Shortsea-Verkehre zu stärken.
Das SPC stellt Informationen über innereuropäische Schiffs- und Bahngüterverkehre sowie Umschlagsmöglichkeiten im Rahmen multimodaler Transportketten zur Verfügung. Intention ist eine größere Transparenz des Marktangebotes und der systemischen Möglichkeiten von wasser- oder schienengebundenen Gütertransporten und daraus resultierend eine größere Nutzung dieser Verkehrsträger.

## Organisationsstruktur

### Trägerschaft
Der juristische Träger und Betreiber des SPC Deutschland ist der Verein zur Förderung des Kurzstreckenseeverkehrs e.V. (VFKSV). Der Verein wurde am 9. Mai 2001 gegründet und ist im Vereinsregister Hamburg eingetragen. Das SPC begann seine operative Arbeit am 2. Juli 2001 in den Räumen des Bundesministeriums für Verkehr und digitale Infrastruktur (BMVI) in Bonn. Gemäß der Satzung des VFKSV agiert das SPC neutral und unabhängig von Unternehmen und Häfen.
SPC Deutschland befindet sich seit 1. Januar 2025 in Liquidation.

### Mitglieder
Das SPC basiert auf einem Public Private Partnership (PPP), das mittlerweile von über 60 öffentlichen und privaten Mitgliedern getragen wird. Dazu gehören:
- das Bundesministerium für Digitales und Verkehr (BMDV);
- die Bundesländer Baden-Württemberg, Bayern, Bremen, Hamburg, Hessen, Mecklenburg-Vorpommern, Niedersachsen, Nordrhein-Westfalen, Rheinland-Pfalz, Sachsen-Anhalt und Schleswig-Holstein
- Häfen und Hafenumschlagsbetriebe;
- Reedereien, Schiffsmakler, Eisenbahnverkehrsunternehmen und Spediteure;
- Industrie- und Handelsunternehmen;
- Verbände der deutschen Hafenwirtschaft

### Vorstand und Beirat
Die Gremien Vorstand und Beirat stehen dem SPC als Kontrollorgane vor. Die Mitglieder beider Organe entstammen dem Mitgliederkreis des VFKSV und agieren ehrenamtlich. Der Vorstand wird von der Mitgliederversammlung gewählt und besteht aus dem Vorsitzenden, seinem Stellvertreter und drei weiteren Verantwortlichen. Der Beirat setzt sich zusammen aus geborenen Beirat-Mitgliedern (Bund und Länder) sowie aus gewählten Beirat-Mitgliedern. Aufgabe des Beirates ist die fachliche Beratung und Unterstützung des Vorstandes.

### European Shortsea Network
Auf europäischer Ebene steht das SPC Deutschland über das European Shortsea Network (ESN) mit den SPC-Büros nahezu aller EU27-Länder in Verbindung.
Das Netzwerk wurde initiiert mit Fördermitteln der Europäischen Kommission und umfasst Organisationen in Belgien, Bulgarien, Dänemark, Deutschland, Estland, Finnland, Frankreich, Griechenland, Großbritannien, Irland, Italien, Kroatien, Litauen, Malta, Norwegen, Polen, Portugal, Rumänien, Russland, Schweden, Spanien, Türkei, Ukraine und Zypern. (Stand 10/2010)
Die gesetzte Hauptaufgabe des Organisationsverbundes ESN ist es, durch den intensiven Dialog mit der Europäischen Kommission / DG TREN den güterbezogenen Kurzstreckenseeverkehr (Shortseashipping, Küstenmotorschifffahrt) in Europa zu stärken. Das europäische Netzwerk leistet durch fachlichen Austausch der SPC und die Überwindung kultureller und sprachlicher Barrieren einen wichtigen Beitrag bei der Realisierung grenzüberschreitender Wasser- und Schienenverkehre innerhalb der EU27-Länder.

## Rahmenbedingungen / Entwicklung des Verkehrs
Die Verkehrsinfrastruktur eines Landes ist volkswirtschaftliches Eigentum, das bei infrastrukturellen Engpässen mit Steuergeldern ausgebaut werden muss. Da insbesondere der Straßengüterverkehr seit den 1970er Jahren stark zugenommen hat, ist die Verkehrsinfrastruktur in diesem Bereich besonders ausgelastet und weist zudem einen Investitionsstau auf, da der finanzielle Bedarf für Ausbau- und Erhaltungsmaßnahmen durch das zuständige Ministerium nicht gänzlich abgedeckt werden kann. Grund dafür sind nicht ausreichende Steuereinnahmen.
Die Situation auf den Straßen in Deutschland und Europa wird sich noch verschärfen. Nach Einschätzung des BMVI steigt das Transportaufkommen im Straßengüterverkehr von knapp 1,5 Mrd. Tonnen im Jahr 2004 auf 2,2 Mrd. Tonnen im Jahr 2025. Das entspricht einem Wachstum von 55 Prozent. Darum unternehmen die für die Verkehrspolitik Verantwortlichen Anstrengungen, um das in den letzten Jahrzehnten entstandene Ungleichgewicht bei der Nutzung der Infrastrukturen zu korrigieren und freie Kapazitäten der Binnenwasser-, See- und Schienenwege stärker für Güterverkehre zu nutzen. Das SPC unterstützt mit seinen Aktivitäten dieses verkehrspolitische Ziel.

## Aufgaben
In den Richtlinien des VFKSV ist die Förderung von Kurzstreckenseeverkehren und Binnenschiffsverkehren im Rahmen innereuropäischer intermodaler Transportketten als Hauptaufgabe definiert. Diese Aufgabe nimmt das SPC mit beratenden Tätigkeiten sowie Öffentlichkeitsarbeit wahr. Dabei ist es zu strikter Hafen- und Unternehmensneutralität verpflichtet.

### Praktische Beratung
Das SPC stellt zur Gestaltung multimodaler Transportketten Informationen über Anbieter bereit, analysiert Sendungsstrukturen auf verlagerungsfähige Güterströme und berät bei der Planung und Umsetzung von logistischen Projekten, welche vorrangig die Verkehrsträger See- und Binnenschiff einschließen.

### Öffentlichkeitsarbeit
Im Rahmen seiner Öffentlichkeitsarbeit versorgt das SPC die Presse und die Mitglieder des Public Private Partnership mit branchenspezifischen Informationen und organisiert Fachveranstaltungen mit Entscheidungsträgern aus Politik, Industrie, Handel und Speditionen. Feste Bestandteile der Öffentlichkeitsarbeit sind außerdem Fachvorträge bei Industrie- und Handelskammern sowie Bildungseinrichtungen, ferner die Teilnahme an Fachmessen und Kongressen. Zudem ist das SPC in den sozialen Medien vertreten und gibt einen wöchentlichen Newsletter und ein quartalsweise erscheinendes, hauseigenes Informationsmagazin zur Bewerbung der Tätigkeiten und Ereignisse in der Binnen- und Shortsea-Schifffahrt heraus.

### Aus- und Weiterbildung
Eine weitere Zielsetzung des SPC ist die Sensibilisierung des Logistiknachwuchses für multimodale Logistikkonzepte. Lehrveranstaltungen an Universitäten und Fachhochschulen dienen zur Erweiterung der Systemkenntnisse, damit ein offener Umgang mit alternativen Transportmöglichkeiten möglich wird. Im Zentrum der Wissensvermittlung stehen Potenziale, Systemvorteile und Hemmnisse von Binnenwasser-, See- und Schienenwegen, die oft durch Best-Practise-Beispiele veranschaulicht werden. Mit Herausgabe des „Masterplan Binnenschifffahrt“ durch das Bundesministerium für Verkehr und digitale Infrastruktur im Mai 2019 wurde das SPC ebenfalls in den Bereich der Nachwuchsgewinnung für das System Wasserstraße eingebunden.

### Empfehlungen an die Politik
Aufgrund seiner Mitgliederstruktur weist das SPC eine große Nähe zur Politik auf und agiert als Bindeglied zwischen Marktgeschehen und politischer Ebene. SPC erstellt auch Analysen, Erhebungen und Potenzialeinschätzungen zu Themen wie dem Nationalen Hafenkonzept oder dem Beitrag zum Handlungskonzept Küstenmotorschifffahrt im Rahmen des Aktionsplanes Güterverkehr und Logistik der Bundesregierung.

## Ziele
Grundlegendes Ziel des SPC ist die nationale Umsetzung europäischer Verkehrs- und Klimaziele im Bereich Güterverkehr unter Berücksichtigung der Wirtschaftlichkeit. Dieses Ziel soll durch folgende Maßnahmen erreicht werden:
- bessere Nutzung vorhandener Verkehrsinfrastrukturen;
- Förderung umweltverträglicher Verkehrsträger;
- Entwicklung multimodaler Transportketten;
- Reduzierung der Treibhausgase.

Flankiert durch die Politik erarbeitet das SPC gemeinsam mit Branchenteilnehmern aus Industrie, Handel und Spedition intermodale Logistikansätze für Europaladung.